# Эрш (село)
Эрш (Ерш) — село (фактически урочище) в Джейрахском районе Ингушетии. Входит в сельское поселение Гули.

## Географияия
Расположено на юге Республики Ингушетия, на берегу реки Асса в 28 километрах от на северо-восток (по прямой) от Гули, административного центра поселения.

### Часовой пояс
Село Эрш, как и вся Республика Ингушетия, находится в часовой зоне МСК (московское время). Смещение применяемого времени относительно UTC составляет +3:00.

## Население
| 1926 | 2010 |
| ---- | ---- |
| 25   | ↘0   |

## Инфраструктура
Отсутствует.

## В культуре
Село Эрш упоминается в книге "Сказки, сказания и предания чеченцев и ингушей" 